# Вулиця Лесі Українки (Мелітополь)
Вулиця Лесі Українки — вулиця в Мелітополі, в історичному районі Піщане. Починається від проспекту Богдана Хмельницького, перетинає вулицю Івана Алексєєва і закінсується біля залізниці. Складається з приватного сектора.

## Назва
Вулиця названа на честь української поетеси Лесі Українки.

## Історія
До 29 жовтня 1957 вулиця носила ім'я Ляпідевського — ще живого на той час радянського військового і полярного льотчика, генерал-майора авіації.